# Sezon NBA 2015/16
Sezon NBA 2015/16 – 70. sezon zasadniczy rozgrywek National Basketball Association (NBA). Rozpoczął się 27 października 2015 od meczu pomiędzy Chicago Bulls a Cleveland Cavaliers. Każdy z zespołów rozegrał 82 spotkania. Ostatnie mecze rozegrano 16 kwietnia 2016.

## Przedsezon
Rozgrywki sezonu zasadniczego poprzedziły mecze przedsezonu. Odbyły się one w dniach 2-23 października 2015.

## Sezon zasadniczy
Sezon trwał od 27 października 2015 do 16 kwietnia 2016. W dniach 12-14 lutego rozegrano zawody NBA All-Star Weekend, których zwieńczeniem był NBA All-Star Game (mecz gwiazd). MVP meczu wybrany został Russell Westbrook z Oklahoma City Thunder. MVP całego sezonu zasadniczego NBA 2015/2016 został Stephen Curry z Golden State Warriors, był również najlepiej punktującym graczem ligi.

### Wyniki
Według Konferencji
| Nr | Drużyna             | ZW | PO | PRO  | RZ   | LM |
| -- | ------------------- | -- | -- | ---- | ---- | -- |
| 1  | Cleveland Cavaliers | 57 | 25 | .695 | –    | 82 |
| 2  | Toronto Raptors     | 56 | 26 | .683 | 01.0 | 82 |
| 3  | Miami Heat          | 48 | 34 | .585 | 09.0 | 82 |
| 4  | Atlanta Hawks       | 48 | 34 | .585 | 09.0 | 82 |
| 5  | Boston Celtics      | 48 | 34 | .585 | 09.0 | 82 |
| 6  | Charlotte Hornets   | 48 | 34 | .585 | 09.0 | 82 |
| 7  | Indiana Pacers      | 45 | 37 | .549 | 12.0 | 82 |
| 8  | Detroit Pistons     | 44 | 38 | .537 | 13.0 | 82 |
|    |                     |    |    |      |      |    |
| 9  | Chicago Bulls       | 42 | 40 | .512 | 15.0 | 82 |
| 10 | Washington Wizards  | 41 | 41 | .500 | 16.0 | 82 |
| 11 | Orlando Magic       | 35 | 47 | .427 | 22.0 | 82 |
| 12 | Milwaukee Bucks     | 33 | 49 | .402 | 24.0 | 82 |
| 13 | New York Knics      | 32 | 50 | .390 | 25.0 | 82 |
| 14 | Brooklyn Nets       | 21 | 61 | .256 | 36.0 | 82 |
| 15 | Philadelphia 76ers  | 10 | 72 | .122 | 47.0 | 82 |

| Nr | Drużyna                | ZW | PO | PRO  | RZ   | LM |
| -- | ---------------------- | -- | -- | ---- | ---- | -- |
| 1  | Golden State Warriors  | 73 | 9  | .890 | –    | 82 |
| 2  | San Antonio Spurs      | 67 | 15 | .817 | 06.0 | 82 |
| 3  | Oklahoma City Thunder  | 55 | 27 | .671 | 18.0 | 82 |
| 4  | Los Angeles Clippers   | 53 | 29 | .646 | 20.0 | 82 |
| 5  | Portland Trail Blazers | 44 | 38 | .537 | 29.0 | 82 |
| 6  | Dallas Mavericks       | 42 | 40 | .512 | 31.0 | 82 |
| 7  | Memphis Grizzlies      | 42 | 40 | .512 | 31.0 | 82 |
| 8  | Houston Rockets        | 41 | 41 | .500 | 32.0 | 82 |
|    |                        |    |    |      |      |    |
| 9  | Utah Jazz              | 40 | 42 | .488 | 33.0 | 82 |
| 10 | Sacramento Kings       | 33 | 49 | .402 | 40.0 | 82 |
| 11 | Denver Nuggets         | 33 | 49 | .402 | 40.0 | 82 |
| 12 | New Orleans Pelicans   | 30 | 52 | .366 | 43.0 | 82 |
| 13 | Minnesota Timberwolves | 29 | 53 | .354 | 44.0 | 82 |
| 14 | Phoenix Suns           | 23 | 59 | .280 | 50.0 | 82 |
| 15 | Los Angeles Lakers     | 17 | 65 | .207 | 56.0 | 82 |

Zespoły z miejsc 1-8 każdej z konferencji zakwalifikowały się do 2016 NBA Playoffs.

## Statystyki

### Liderzy statystyk indywidualnych
| Kategoria                | Gracz             | Zespół                | Wynik |
| ------------------------ | ----------------- | --------------------- | ----- |
| Punkty na mecz           | Stephen Curry     | Golden State Warriors | 30.1  |
| Zbiórki na mecz          | Andre Drummond    | Detroit Pistons       | 14.8  |
| Asysty na mecz           | Rajon Rondo       | Sacramento Kings      | 11.7  |
| Przechwyty na mecz       | Stephen Curry     | Golden State Warriors | 2.14  |
| Bloki na mecz            | Hassan Whiteside  | Miami Heat            | 3.68  |
| Straty na mecz           | James Harden      | Houston Rockets       | 4.6   |
| Minuty na mecz           | James Harden      | Houston Rockets       | 38.1  |
| Celność rzutów z pola    | DeAndre Jordan    | Los Angeles Clippers  | 70.3% |
| Celność rzutów wolnych   | Stephen Curry     | Golden State Warriors | 90.8% |
| Celność rzutów „za 3”    | J.J. Redick       | Los Angeles Clippers  | 47.5% |
| Player Efficiency Rating | Stephen Curry     | Golden State Warriors | 31.56 |
| Double-doubles           | Andre Drummond    | Detroit Pistons       | 66    |
| Triple-doubles           | Russell Westbrook | Oklahoma City Thunder | 18    |

### Najlepsze wyniki indywidualne
| Kategoria       | Gracz            | Wynik |
| --------------- | ---------------- | ----- |
| Punkty          | Kobe Bryant      | 60    |
| Zbiórki         | Andre Drummond   | 29    |
| Asysty          | Rajon Rondo      | 20    |
| Rzuty za 3 pkty | Stephen Curry    | 12    |
| Przechwyty      | Robert Covington | 8     |
| Przechwyty      | Ricky Rubio      | 8     |
| Przechwyty      | Pablo Prigioni   | 8     |
| Przechwyty      | James Harden     | 8     |
| Bloki           | Hassan Whiteside | 11    |

### Najlepsze wyniki drużynowe
| Kategoria              | Drużyna               | Wynik |
| ---------------------- | --------------------- | ----- |
| Punkty na mecz         | Golden State Warriors | 114.9 |
| Zbiórki na mecz        | Oklahoma City Thunder | 48.6  |
| Asysty na mecz         | Golden State Warriors | 28.9  |
| Przechwyty na mecz     | Houston Rockets       | 10.0  |
| Bloki na mecz          | Miami Heat            | 6.5   |
| Straty na mecz         | Phoenix Suns          | 16.6  |
| Celność rzutów z pola  | Golden State Warriors | 48.7% |
| Celność rzutów wolnych | New York Knicks       | 80.5% |
| Celność rzutów „za 3”  | Golden State Warriors | 41.6% |
| +/−                    | Golden State Warriors | 10.8  |

## Nagrody
Drużyna All-NBA Team
Drużyna NBA All-Defensive Team
Drużyna NBA All-Rookie Team

### Nagrody Indywidualne
| Nagroda                                  | Gracz              | Zespół                 |
| ---------------------------------------- | ------------------ | ---------------------- |
| NBA Most Valuable Player Award           | Stephen Curry      | Golden State Warriors  |
| NBA Defensive Player of the Year Award   | Kawhi Leonard      | San Antonio Spurs      |
| NBA Rookie of the Year Award             | Karl-Anthony Towns | Minnesota Timberwolves |
| NBA Sixth Man of the Year Award          | Jamal Crawford     | Los Angeles Clippers   |
| NBA Most Improved Player Award           | C.J. McCollum      | Portland Trail Blazers |
| NBA Coach of the Year Award              | Steve Kerr         | Golden State Warriors  |
| NBA Executive of the Year Award          | R.C. Buford        | San Antonio Spurs      |
| NBA Sportsmanship Award                  | Mike Conley        | Memphis Grizzlies      |
| J. Walter Kennedy Citizenship Award      | Wayne Ellington    | Brooklyn Nets          |
| Twyman–Stokes Teammate of the Year Award | Vince Carter       | Memphis Grizzlies      |

## Playoffs
Mistrzem NBA 2016 został zespół Cleveland Cavaliers. Nagrodę MVP finałów otrzymał LeBron James.
Drabinka rozgrywek
|  |                          |                          |                          |                        |   |                       |                       |                       |  |  |                    |                    |                    |  |  |           |           |           |
|  | Ćwierćfinały Konferencji | Ćwierćfinały Konferencji | Ćwierćfinały Konferencji |                        |   | Półfinały Konferencji | Półfinały Konferencji | Półfinały Konferencji |  |  | Finały Konferencji | Finały Konferencji | Finały Konferencji |  |  | Finał NBA | Finał NBA | Finał NBA |
|  | Ćwierćfinały Konferencji | Ćwierćfinały Konferencji | Ćwierćfinały Konferencji |                        |   | Półfinały Konferencji | Półfinały Konferencji | Półfinały Konferencji |  |  | Finały Konferencji | Finały Konferencji | Finały Konferencji |  |  | Finał NBA | Finał NBA | Finał NBA |
|  |                          |                          |                          |                        |   |                       |                       |                       |  |  |                    |                    |                    |  |  |           |           |           |
|  |                          |                          |                          |                        |   |                       |                       |                       |  |  |                    |                    |                    |  |  |           |           |           |
|  | 1                        | Cleveland Cavaliers      | 4                        |                        |   |                       |                       |                       |  |  |                    |                    |                    |  |  |           |           |           |
|  | 1                        | Cleveland Cavaliers      | 4                        |                        |   |                       |                       |                       |  |  |                    |                    |                    |  |  |           |           |           |
|  | 8                        | Detroit Pistons          | 0                        |                        |   |                       |                       |                       |  |  |                    |                    |                    |  |  |           |           |           |
|  | 8                        | Detroit Pistons          | 0                        |                        |   | 1                     | Cleveland Cavaliers   | 4                     |  |  |                    |                    |                    |  |  |           |           |           |
|  |                          |                          |                          |                        |   | 1                     | Cleveland Cavaliers   | 4                     |  |  |                    |                    |                    |  |  |           |           |           |
|  |                          |                          | 4                        | Atlanta Hawks          | 0 |                       |                       |                       |  |  |                    |                    |                    |  |  |           |           |           |
|  | 4                        | Atlanta Hawks            | 4                        | Atlanta Hawks          | 0 | 4                     |                       |                       |  |  |                    |                    |                    |  |  |           |           |           |
|  | 4                        | Atlanta Hawks            |                          |                        |   |                       |                       |                       |  |  |                    |                    |                    |  |  |           |           |           |
|  | 5                        | Boston Celtics           | 2                        |                        |   |                       |                       |                       |  |  |                    |                    |                    |  |  |           |           |           |
|  | 5                        | Boston Celtics           | 2                        |                        |   | 1                     | Cleveland Cavaliers   | 4                     |  |  |                    |                    |                    |  |  |           |           |           |
|  |                          |                          |                          |                        |   |                       |                       |                       |  |  |                    |                    |                    |  |  |           |           |           |
|  |                          |                          | 2                        | Toronto Raptors        | 2 |                       |                       |                       |  |  |                    |                    |                    |  |  |           |           |           |
|  | 3                        | Miami Heat               | 2                        | Toronto Raptors        | 2 | 4                     |                       |                       |  |  |                    |                    |                    |  |  |           |           |           |
|  | 3                        | Miami Heat               |                          |                        |   |                       |                       |                       |  |  |                    |                    |                    |  |  |           |           |           |
|  | 6                        | Charlotte Hornets        | 3                        |                        |   |                       |                       |                       |  |  |                    |                    |                    |  |  |           |           |           |
|  | 6                        | Charlotte Hornets        | 3                        |                        |   | 3                     | Miami Heat            | 3                     |  |  |                    |                    |                    |  |  |           |           |           |
|  |                          |                          |                          |                        |   | 3                     | Miami Heat            | 3                     |  |  |                    |                    |                    |  |  |           |           |           |
|  |                          |                          | 2                        | Toronto Raptors        | 4 |                       |                       |                       |  |  |                    |                    |                    |  |  |           |           |           |
|  | 2                        | Toronto Raptors          | 2                        | Toronto Raptors        | 4 | 4                     |                       |                       |  |  |                    |                    |                    |  |  |           |           |           |
|  | 2                        | Toronto Raptors          |                          |                        |   |                       |                       |                       |  |  |                    |                    |                    |  |  |           |           |           |
|  | 7                        | Indiana Pacers           | 3                        |                        |   |                       |                       |                       |  |  |                    |                    |                    |  |  |           |           |           |
|  | 7                        | Indiana Pacers           | 3                        |                        |   | W1                    | Cleveland Cavaliers   | 4                     |  |  |                    |                    |                    |  |  |           |           |           |
|  |                          |                          |                          |                        |   |                       |                       |                       |  |  |                    |                    |                    |  |  |           |           |           |
|  |                          |                          | Z1                       | Golden State Warriors  | 3 |                       |                       |                       |  |  |                    |                    |                    |  |  |           |           |           |
|  | 1                        | Golden State Warriors    | Z1                       | Golden State Warriors  | 3 | 4                     |                       |                       |  |  |                    |                    |                    |  |  |           |           |           |
|  | 1                        | Golden State Warriors    |                          |                        |   |                       |                       |                       |  |  |                    |                    |                    |  |  |           |           |           |
|  | 8                        | Houston Rockets          | 1                        |                        |   |                       |                       |                       |  |  |                    |                    |                    |  |  |           |           |           |
|  | 8                        | Houston Rockets          | 1                        |                        |   | 1                     | Golden State Warriors | 4                     |  |  |                    |                    |                    |  |  |           |           |           |
|  |                          |                          |                          |                        |   | 1                     | Golden State Warriors | 4                     |  |  |                    |                    |                    |  |  |           |           |           |
|  |                          |                          | 5                        | Portland Trail Blazers | 1 |                       |                       |                       |  |  |                    |                    |                    |  |  |           |           |           |
|  | 4                        | Los Angeles Clippers     | 5                        | Portland Trail Blazers | 1 | 2                     |                       |                       |  |  |                    |                    |                    |  |  |           |           |           |
|  | 4                        | Los Angeles Clippers     |                          |                        |   |                       |                       |                       |  |  |                    |                    |                    |  |  |           |           |           |
|  | 5                        | Portland Trail Blazers   | 4                        |                        |   |                       |                       |                       |  |  |                    |                    |                    |  |  |           |           |           |
|  | 5                        | Portland Trail Blazers   | 4                        |                        |   | 1                     | Golden State Warriors | 4                     |  |  |                    |                    |                    |  |  |           |           |           |
|  |                          |                          |                          |                        |   |                       |                       |                       |  |  |                    |                    |                    |  |  |           |           |           |
|  |                          |                          | 3                        | Oklahoma City          | 3 |                       |                       |                       |  |  |                    |                    |                    |  |  |           |           |           |
|  | 3                        | Oklahoma City            | 3                        | Oklahoma City          | 3 | 4                     |                       |                       |  |  |                    |                    |                    |  |  |           |           |           |
|  | 3                        | Oklahoma City            |                          |                        |   |                       |                       |                       |  |  |                    |                    |                    |  |  |           |           |           |
|  | 6                        | Dallas Mavericks         | 1                        |                        |   |                       |                       |                       |  |  |                    |                    |                    |  |  |           |           |           |
|  | 6                        | Dallas Mavericks         | 1                        |                        |   | 3                     | Oklahoma City         | 4                     |  |  |                    |                    |                    |  |  |           |           |           |
|  |                          |                          |                          |                        |   | 3                     | Oklahoma City         | 4                     |  |  |                    |                    |                    |  |  |           |           |           |
|  |                          |                          | 2                        | San Antonio Spurs      | 2 |                       |                       |                       |  |  |                    |                    |                    |  |  |           |           |           |
|  | 2                        | San Antonio Spurs        | 2                        | San Antonio Spurs      | 2 | 4                     |                       |                       |  |  |                    |                    |                    |  |  |           |           |           |
|  | 2                        | San Antonio Spurs        |                          |                        |   |                       |                       |                       |  |  |                    |                    |                    |  |  |           |           |           |
|  | 7                        | Memphis Grizzlies        | 0                        |                        |   |                       |                       |                       |  |  |                    |                    |                    |  |  |           |           |           |
|  | 7                        | Memphis Grizzlies        | 0                        |                        |   |                       |                       |                       |  |  |                    |                    |                    |  |  |           |           |           |
|  |                          |                          |                          |                        |   |                       |                       |                       |  |  |                    |                    |                    |  |  |           |           |           |